# Giampiero Boniperti
Giampiero Boniperti   (Barengo, 4 de juliol de 1928 - Torí, 18 de juny de 2021) fou un futbolista italià que ocupava la posició de davanter. Va ser internacional absolut per la selecció de futbol d'Itàlia en 38 ocasions.
Posteriorment es va dedicar a la presidència de la Juventus de Torí i a la política, essent elegit eurodiputat entre 1994 i 1999 per Forza Italia.

## Trajectòria
| Club        | País   | Any       |
| ----------- | ------ | --------- |
| Juventus FC | Itàlia | 1946-1961 |

## Palmarès
- 5 Scudetto: 1950, 19j52, 1958, 1960 i 1961 (Juventus)
- 2 Copa italiana de futbol: 1959 i 1960 (Juventus)